# 1968 en cyclisme
| Années du cyclisme : 1965 - 1966 - 1967 - 1968 - 1969 - 1970 - 1971    |
| Décennies du cyclisme : 1930 - 1940 - 1950 - 1960 - 1970 - 1980 - 1990 |

Les faits marquants de l'année 1968 en cyclisme..

## Par mois

### Février
- 4 février : le Français Jean Jourden gagne la ronde de Montauroux.
- 10 février : le Français Claude Guyot gagne le Grand Prix de Saint-Raphaël.
- 11 février : l'Italien Michele Bitossi gagne le Trophée Laigueglia.
- 11 février : le Français Gilbert Bellone gagne le Grand Prix de Menton.
- 16 février : le Belge Anton (Tony) Houbrechts gagne le Tour d'Andalousie..
- 17 février : l'Italien Carmine Preziosi gagne le Grand Prix de Fréjus. L'épreuve ne sera pas disputée en 1969 et reprendra en 1970.
- 18 février : le Français Jacques Cadiou gagne le Grand Prix de Cannes.
- 21 février : le Belge Roger Swerts gagne le Grand Prix de Monaco.
- 24 février : le Belge Eddy Merckx gagne la 1re étape du Tour de Sardaigne Rome-Civitavecchia.
- 24 février : le Français Cyrille Guimard gagne le Grand Prix de St Tropez.
- 25 février : le Français José Catieau gagne le Grand Prix d'Antibes.
- 26 février : le Français Jacques Anquetil gagne la ronde d'Aix en Provence.
- 27 février : le futur directeur du Tour de France, le Français Jean Marie Leblanc gagne le Grand Prix d'Aix-en-Provence.
- 28 février : le Belge Eddy Merckx gagne la 2eme demi-étape de la 5eme étape du Tour de Sardaigne Arbatax-Nuoro

### Mars
- 1er mars : le Belge Eddy Merckx gagne le Tour de Sardaigne.
- 2 mars : le Belge Herman Van Springel gagne le Circuit Het Volk.
- 3 mars : le Belge Eric Leman gagne Kuurne-Bruxelles-Kuurne.
- 3 mars : le Belge Léo Duyndam gagne le Tour du Limbourg.
- 3 mars : l'Italien Franco Bitossi gagne Sassari-Cagliari.
- 3 mars : le Français Cyrille Guimard gagne Genes-Nice.
- 3 mars : le Français Raymond Poulidor gagne Subida a Arrate pour la deuxième fois.
- 6 mars : l'Italien Franco Bitossi gagne Milan-Turin.
- 9 mars : le Belge Etienne Sonck gagne le Circuit des Régions Flamandes.
- 10 mars : l'Espagnol Mariano Diaz gagne le Tour du Levant.
- 10 mars : le Belge Willy Vanneste gagne le Circuit des Ardennes Flamandes.
- 15 mars : l'Allemand Rolf Wolfshol gagne Paris-Nice.
- 16 mars : l'Italien Claudio Michelotto gagne Tirreno-Adriatico.
- 16 mars : le Belge Jos Boons gagne le Circuit de Waes.
- 16 mars : le Belge Daniel Van Ryckeghem gagne le Circuit du Sud-Ouest.
- 17 mars : le Belge Roger Rosiers gagne le Circuit des 11 Villes.
- 19 mars : l'Allemand Rudi Altig remporte au sprint le Milan-San Remo 1968.
- 23 mars : le Belge Jacques de Boever gagne le Grand Prix E3.
- 24 mars : l'Allemand Dieter Puschel gagne Harelbeke-Poperinge-Harelbeke.
- 24 mars : le Belge Walter Godefroot gagne À travers la Belgique pour la deuxième fois.
- 24 mars : le Français Raymond Poulidor gagne le Critérium national de la route.pour la troisième fois.
- 24 mars : l'Italien Michele Dancelli gagne le Tour de la province de Reggio de Calabre pour la troisième fois d'affilée.
- 28 mars : l'Italien Italo Zilioli gagne le Tour de Campanie.
- 28 mars : le Belge Eddy Merckx gagne la 3eme étape contre la montre de la Semaine Catalane Tarrasa-Manresa.
- 28 mars : le Belge Herman Van Springel gagne le " Trèfle à 4 Feuilles."
- 30 mars : le Belge Walter Godefroot remporte le Tour des Flandres. Sa seconde victoire dans cette course sera obtenue dix ans plus tard.
- 31 mars : l'Espagnol Mariano Diaz gagne la Semaine catalane.
- 31 mars : le Suisse Rolf Maurer gagne le Tour des 4 Cantons.

### Avril
- 3 avril : le Belge Eddy Merckx gagne la 2eme étape du Tour de Belgique Bertrix-Verviers.
- 5 avril : le Belge Wilfried David gagne le tour de Belgique.
- 7 avril : le Belge Eddy Merckx s'impose pour la première fois sur Paris-Roubaix. C'est également la première fois que le parcours passe par la trouée d'Arenberg.
- 7 avril : l'Espagnol Eusebio Velez Mendizabal gagne le Grand Prix de Printemps pour la deuxième fois.
- 11 avril : le Belge Julien Stevens gagne le Grand Prix Pino Cerami.
- 13 avril : l'Italien Marino Basso gagne le Grand Prix Cemab.
- 13 avril : le Néerlandais Harry Steevens gagne le Circuit des Régions Fruitières.
- 14 avril : l'Espagnol Domingo Perurena gagne le Grand Prix de Pâques.
- 14 avril : le Belge Victor Van Schill gagne la Flèche brabançonne.
- 15 avril : l'Espagnol José Manuel Lopez Rodriguez gagne le Grand Prix de Navarre.
- 16 avril : le Belge Walter Godefroot gagne Gand-Wevelgem.
- 16 avril : le Néerlandais Harry Stevens gagne Paris-Camembert.
- 16 avril : le Français Jean Stablinski gagne le Grand Prix de Denain.
- 18 avril : l'Italien Felice Gimondi gagne la Flèche Enghiennoise.
- 20 avril : le Belge Walter Boucquet gagne le Grand Prix de la Banque.
- 21 avril : le Belge Rik Van Looy gagne la Flèche wallonne qui manquait à son palmarès, il est ainsi le seul coureur cycliste à avoir remporté toutes les grandes classiques internationales .
- 23 avril : le Belge Frans Brands gagne Koerse-Nokere.
- 25 avril : l'Italien Marino Basso gagne Milan-Vignola.
- 25 avril : le Belge Robert Legein gagne le Tour de L'Hérault.
- 28 avril : l'Italien Franco Bitossi gagne le Tour de Toscane.
- 28 avril : le Belge Valère Van Sweevelt gagne Liège-Bastogne-Liège en réglant au sprint Walter Godefroot, Raymond Poulidor et Jacques Anquetil.

### Mai
- 1er mai : le Néerlandais Eddy Beugels gagne le Grand Prix de Francfort.
- 1er mai : le Belge Michel Jacquemin gagne le Circuit du Limbourg.
- 1er mai : le Belge René Corthout gagne le Grand Prix Hoboken.
- 4 mai : le Belge Rik Van Looy gagne Seraing-Aix-Seraing.
- 5 mai : l'Italien Franco Bitossi gagne le Championnat de Zurich pour la deuxième fois.
- 5 mai : le Belge Eddy Merckx gagne la 2eme demi-étape de la 1re étape du Tour de Romandie Genève-Boncourt.
- 5 mai : le Français Jean Jourden gagne la Polymultipliée.
- 5 mai : le Français Francis Rigon gagne la Course de Côte du Mont-Faron Contre La Montre. L'épreuve ne sera pas disputée en 1969.
- 12 mai : le Français Jean Jourden gagne les Quatre Jours de Dunkerque.
- 12 mai : le Belge Eddy Merckx gagne le Tour de Romandie.
- 12 mai : l'Italien Felice Gimondi remporte la 23e édition du Tour d'Espagne.
- 15 mai : le Belge Eric de Vlaeminck gagne le Circuit du Tournaisis.
- 18 mai : le Belge Albert Van Vlierberghe gagne la Flèche Côtière.
- 19 mai : le Belge Walter Boucquet gagne le Tour de l'Oise.
- 19 mai : l'Espagnol Gonzalo Aja gagne Nuestra Señora de Oro.
- 19 mai : l'Espagnol Vicente Lopez Carril gagne le Tour de Majorque.
- 19 mai : le Belge Noêl Foré gagne Bruxelles-Meulebeke pour la deuxième année d'affilée.
- 19 mai : le Belge Joseph Huysmans gagne le Circuit Mandel-Lys-Escaut.
- 21 mai : le Belge Eddy Merckx gagne détaché la 1re étape du Tour d'Italie à Campione d'Italia-Novara. Merckx prend la tête de l'épreuve et enfile le premier maillot rose de sa carrière.
- 22 mai : le Belge Eddy Merckx gagne la 2eme étape du Tour d'Italie Novara-Saint Vincent après le déclassement pour dopage de l'Italien Gianni Motta.
- 23 mai : le Belge Joseph huysmans gagne le Tour de Condroz.
- 23 mai : le Belge Léopold Van Den Neste gagne le Circuit des 3 Provinces Belge.
- 23 mai : le Français Jean Jourden gagne le critérium de Fay-de-Bretagne[2]
- 25 mai : le Français Jean Paul Maho gagne le Tour du Morbihan. Ensuite l'épreuve disparait du calendrier international.
- 26 mai : l'Espagnol José manuel Abellan Revuelta gagne le Tour d'Aragon.
- 26 mai : le Belge Valeer Van Sweevelt gagne le Tour du Brabant Central.
- 28 mai : le Belge Eddy Merckx gagne détaché la 8eme étape du Tour d'Italie San Giorgio Piacentino-Brescia avec arrivée en côte.

### Juin
- 1er juin : le Belge Eddy Merckx gagne en solitaire la 12eme étape du Tour d'Italie Gorizia- les Trois Cimes du Lavaredo, avec arrivée au sommet, 2eme l'Italien Giancarlo Polidori à 40 secondes, 3eme l'Italien Vittorio Adorni à 54 secondes. Cette étape est devenue historique car elle s'est disputée dans des conditions dantesques sous une tempête de neige. Merckx reprend le maillot rose.
- 1er juin : le Néerlandais Harm Ottenbros gagne le Flèche des Polders.
- 2 juin : le Belge Walter Boucquet gagne le Tour du Brabant Ouest pour la deuxième fois.
- 3 juin : le Belge Léopold Van Den Neste gagne le Circuit de Flandre Orientale.
- 3 juin : le Britannique Michael Wright gagne la Flèche Hesbignonne.
- 9 juin : le Britannique Peter Hill gagne le Tour du Nord-Ouest de la Suisse.
- 9 juin : l'Espagnol Eduardo Castello Villanova gagne le Tour des vallées minières.
- 9 juin : le Belge Herman Van Springel gagne le Circuit de Belgique Centrale.
- 10 juin : le Belge Eric Leman gagne Porto-Lisbonne.
- 12 juin : le Belge Eddy Merckx gagne la 51e édition du Tour d'Italie.
- 12 juin : le Belge Romain Furnière gagne Bruxelles-Ingooigem.
- 16 juin : l'Italien Franco Bitossi gagne le Trophée Bernocchi.
- 17 juin : le Luxembourgeois Edy Schutz gagne le Tour de Luxembourg pour la deuxième fois.
- 17 juin : le Britannique Arthur Metcalfe gagne le Manx Trophy.
- 20 juin : après un long sommeil le Tour des Asturies renait de ses cendres, l'Espagnol Jesus Manzaneque s'y impose.
- 22 juin : le Suisse Louis Pfenninger gagne le tour de Suisse.
- 23 juin : l'Italien Felice Gimondi gagne le Grand Prix de Forli pour la deuxième fois d'affilée.
- 23 juin : le Belge Eric de Vlaeminck gagne le Grand Prix de Dortmund.
- 23 juin : le Belge Gilbert Desmet ll (il y a 2 Gilbert Desmet dans le peloton) gagne le Tour de Flandre Orientale.
- 23 juin : le Belge Noël De Pauw gagne le circuit de Hageland-Campine Sud.
- 24 juin : le Français José Samyn gagne le premier Grand Prix de Fayt-le-Franc. Son décès accidentel en course l'année suivante motive les organisateurs à donner son nom à l'épreuve connue depuis sous le nom de Grand Prix José Samyn.
- 27 juin : départ du Tour de France, c'est le Tour de la santé, symboliquement il part de Vittel. À la suite du décès du Britannique Tom Simpson des contrôles sont faits à la fin de chaque étape. La haute montagne est rabotée. Les vainqueurs des étapes de plat empoche 20 secondes de bonification, leurs seconds empochent 10 secondes de bonification et les troisièmes 5 secondes de bonification. Le maillot vert est remplacé cette année par un maillot rouge pour désigner le leader du classement par points. Le Belge Eddy Merckx pour des problèmes de marques décline la sélection dans l'équipe de Belgique. Le grand favori est le Français Raymond Poulidor à qui son compatriote Roger Pingeon promet de renvoyer l'ascenseur après l'aide reçu le Tour précédent. Le Français Lucien Aimar n'est pas sélectionné en équipe de France. Le prologue est remporté par le Français Charly Grosskost, 2eme le Néerlandais Jan Janssen à 2 secondes, 3 Poulidor à 5 secondes. Grosskost prend le maillot jaune.
- 28 juin : le Français Charly Grosskost gagne, au sprint devant ses 4 compagnons d'échappée, la 1ree étape du Tour de France Vittel-Esch sur Alzette, 2eme l'Italien Italo Zilioli, 3eme le Belge Herman Van Springel, suivent 5 hommes intercalés et le sprint du peloton est remporté par le Néerlandais Jan Janssen  11eme à 1 minute 3 secondes. Au classement général, 1er Grosskost, 2eme Van Springel à 38 secondes, 3eme Zilioli à 40 secondes.
- 29 juin : le Belge Eric de Vlaeminck gagne, au sprint devant ses 2 compagnons d'échappée, la 2eme étape du Tour de France Arlon-Forest, 2eme le Français Jean Pierre Genet à 1 seconde, 3eme le Belge Georges Pintens, d'autres hommes sont intercalés et le Néerlandais Gérard Vianen 8eme à 24 secondes remporte le sprint du peloton. Le Français Charly Grosskost termine dans un groupe 83eme à 57 secondes. Ce dernier conserve cependant le maillot jaune, 2eme le Belge Herman Van Springel à 5 secondes, 3eme l'Italien Italo Zilioli à 22 secondes.
- 30 juin : le contre la montre par équipe de la 1re demi-étape de la 3eme étape du Tour de France autour de Forest est remporté par la Belgique, 2eme la France à 1 minute 41 secondes, 3eme l'Espagne à 2 minutes 7 secondes. L'intérêt de l'étape réside dans l'octroi de 20 secondes de bonification aux équipiers de l'équipe gagnante et de 10 secondes de bonifications aux équipiers de l'équipe seconde. Le Belge Herman Van Springel prend le maillot jaune devant le Français Charly Grosskost 2eme à 15 secondes, 3eme l'Italien Italo Zilioli à 22 secondes..
- la 2eme demi-étape Forest-Roubaix qui emprunte le mur de Grammont est remportée par le Belge Walter Godefroot au sprint devant tout le peloton, 2eme le Néerlandais Jan Janssen, 3eme le Français Paul Lemeteyer.

### Juillet
- 1er juillet : Le Français Georges Chappe gagne, au sprint devant ses 6 compagnons d'échappée, la 4eme étape du Tour de France Roubaix-Rouen, 2eme le Belge Georges Vandenberghe, 3eme le Français Serge Bolley, 4eme le Belge Willy Int'Ven, 5eme l'Italien Adriano Passurello, 6eme le Français Jean Pierre Genet, 7eme l'Italien Silvano Schiavon. D'autres hommes sont intercalés et le Belge Wilfried David 18eme à 3 minutes 26 secondes remporte le sprint du peloton. Le marseillais Georges Chappe qui avait raté de peu la victoire à Digne l'an dernier obtient un beau succès à la suite d'une course d'étape qu'il a animé avec un autre marseillais, Serge Bolley. Le Français Jean Pierre Genet prend le maillot jaune, 2eme Int'Ven à 18 secondes, 3eme Vandenberghe à 29 secondes.
- 2 juillet : la 1re demi-étape de la 5eme étape du Tour de France Rouen-Bagnoles de l'Orne est remportée au sprint par le Français André Desvages, devant ses 5 compagnons d'échappée, 2eme le Néerlandais Arie Den Hartog, 3eme le Belge Georges Vandenberghe, 4eme le Français Bernard Guyot. L'Italien Franco Bitossi 7eme à 3 minutes 40 secondes remporte le sprint du peloton où figure le français Jean Pierre Genet et le Belge Willy Int'Ven. Au classement général Vandenberghe prend le maillot jaune, 2eme Guyot à 2 minutes 19 secondes, 3eme Genet à 3 minutes 17 secondes.
- la 2eme demi-étape Bagnoles de l'Orne-Dinard est remportée par le Français Jean Dumont, 2eme à 9 secondes l'Italien Franco Bitossi qui remporte le sprint du peloton devant le Belge Georges Vandenberghe 3eme qui grapille au passage 5 secondes de bonification. Au classement général Vandenberghe devance les Français, Bernard Guyot 2eme, de 2 minutes 24 secondes et Jean Pierre Genet 3eme de 3 minutes 22 secondes  .
- 3 juillet : l'Espagnol Aurelio Gonzales gagne la 6eme étape du Tour de France Dinard-Lorient, 2eme à 9 secondes le Belge Walter Godefroot qui remporte le sprint du peloton devant le Belge Georges Vandenberghe 3eme qui une nouvelle fois grapille 5 secondes de Bonification. Au classement général, 1er Vandenberghe, 2eme et 3eme, les Français, Bernard Guyot à 2 minutes 29 secondes et Jean Pierre Genet à 3 minutes 27 secondes.
- 4 juillet : l'Italien Franco Bitossi gagne, au sprint devant tout le peloton, la 7eme étape du Tour de France Lorient-Nantes, 2eme le Néerlandais Gérard Vianen, 3eme le Néerlandais Jan Janssen.
- 5 juillet : le Belge Daniel Van Ryckeghem gagne, au sprint devant tout le peloton, la 8eme étape du Tour de France Nantes-Royan, 2eme le Néerlandais Jan Janssen, 3eme l'Italien Franco Bitossi. À noter la première exclusion pour dopage du Tour de France que subit le Français José Samyn. Il y a repos le 6 juillet.
- 6 juillet : l'Italien Luciano Dallabona gagne le Tour des Marches.
- 7 juillet : le Belge Walter Godefroot gagne, au sprint devant tout le peloton, la 9eme étape du Tour de France Royan-Bordeaux, 2eme le Britannique Barry Hoban, 3eme le Belge Daniel Van Ryckeghem..
- 7 juillet : l'Espagnol Francisco Galdós gagne le Tour de Cantabrie.
- 8 juillet : le Français Gilbert Bellone gagne la 10eme étape du Tour de France Bordeaux-Bayonne, 2eme à 10 secondes le Néerlandais Jan Janssen qui remporte le sprint du peloton devant le Britannique Barry Hoban 3eme.
- 9 juillet : le Belge Daniel Van Ryckeghem gagne, au sprint devant ses 6 compagnons d'échappée, la 11eme étape du Tour de France Bayonne-Pau, 2eme le Belge Walter Godefroot, 3eme l'Italien Adriano Passuello, le sprint du peloton est remporté par l'Italien Franco Bitossi 8eme à 40 secondes. Le classement général qui était figé depuis Lorient évolue, 1er le Belge Georges Vandenberghe, 2eme le Français Bernard Guyot à 2 minutes 29 secondes, 3eme à 3 minutes 26 Passuello qui devance d'une seconde le Français Jean Pierre Genet 4eme.
- 10 juillet : le Belge Georges Pintens gagne, au sprint devant ses 9 compagnons d'échappée, la 12eme étape du Tour de France Pau-Saint Gaudens qui emprunte les cols d'Aubisque et du Tourmalet, 2eme l'Italien Silvano Schiavon, 3eme l'Espagnol Andres Gandarias. Le Français Raymond Poulidor 5eme fait partie de l'échappée. L'Italien Franco Bitossi 11eme à 2 minutes 29 secondes remporte le sprint où figurent tous les autres favoris, à l'exception du Français Bernard Guyot qui termine 40eme à 17 minutes 19 secondes. Au sommet du Tourmalet on donnait peu de chance aux échappés d'aller au bout, vu qu'il y avait encore une grande route à parcourir jusqu'à Saint Gaudens. Mais surprise, les grimpeurs Espagnols qui composait l'échappée, ont su maintenir les écarts sur le groupe des favoris, pour le plus grand bonheur de Poulidor. Au classement le Belge Georges Vandenberghe garde le maillot jaune, 2eme Schiavon à 1 minute 34 secondes, 3eme l'Italien Adriano Passuello à 3 minutes 26 secondes, 4eme Pintens à 3 minutes 43 secondes, 5eme Poulidor à 4 minutes 13 secondes. Ce dernier est plus que jamais le grand favori de l'épreuve. À noter que l'équipe des Pays-Bas ne dispose plus que de 3 équipiers pour soutenir Jan Janssen.
- 10 juillet : le Belge Joseph Mathy gagne le Circuit des Monts du Sud-Ouest.
- 11 juillet : le Belge Herman Van Springel gagne, au sprint devant un groupe de 35 coureurs, la 13eme étape du Tour de France Saint Gaudens-Seo de Urgel qui emprunte le col de Port et le col d'Envalira, 2eme l'Espagnol Antonio Gomez del Moral, 3eme à 1 seconde l'Allemand Rolf Wolfshol, puis tous les autres favoris. Pas de changement au classement général.
- 12 juillet : le Néerlandais Jan Janssen gagne la 14eme étape du Tour de France Seo de Urgel-Canet Plage qui emprunte les cols de Tosas et des Ares, 2eme le Belge Walter Godefroot à 2 secondes, 3eme le Belge Daniel Van Ryckeghem. Pas de changement au classement général. Il y a repos le 13 juillet.
- 14 juillet : le Français Roger Pingeon gagne en solitaire la 15eme étape du Tour de France Font Romeu-Albi, 2eme le Belge Walter Godefroot à 2 minutes 58 secondes, 3eme le Britannique Michael Wright, puis tous les favoris à l'exception du Français Raymond Poulidor qui termine 37eme à 4 minutes 1 seconde. Un motard imprudent a frappé la roue arrière de Poulidor le faisant voltiger dans les airs. En retombant Poupou se couvre de plaies, dont une impressionnante au visage et une autre beaucoup plus gênante à la cuisse. Poupou repart et chasse à la poursuite des autres favoris qui ont pris la poudre d'escampette sitôt qu'ils ont appris la chute de Poulidor. Pingeon qui avait 15 minutes d'avance dans son échappée solitaire de 193 km, voit les écarts fondre comme neige au soleil puisque derrière les autres favoris roulent pour distancer Poulidor. À l'arrivée Pingeon gagne tout de même l'étape et Poulidor limite son retard à 1 minute 5 secondes sur ses rivaux. Au classement général Vandenberghe reste maillot jaune, 2eme l'Italien Silvano Schiavon à 1 minute 34 secondes, 3eme l'Italien Adriano Passuello à 3 minutes 26 secondes, 4eme Pingeon à 4 minutes 1 seconde, Poulidor est 9eme à 5 minutes 18 secondes devant le Belge Herman Van Springel 10eme à 5 minutes 40 secondes.  Sur le papier rien n'est perdu pour Poupou et Pingeon s'est mis en bonne position au général. Mais les deux hommes sont épuisés par les efforts consentis durant l'étape, de plus le capitaine de route de l'équipe de France, Jean Stablinski est exclu du Tour pour dopage. Les nuages noirs s'amoncellent au-dessus de l'équipe de France.
- 15 juillet : l'Italien Franco Bitossi gagne, au sprint devant son compagnon d'échappée, la 16eme étape du Tour de France Albi-Aurillac qui emprunte la côte de Montsalvy, 2eme l'Allemand Rolf Wolfshol, 3eme à 1 minute 5 secondes le Belge Walter Godefroot qui devance au sprint un groupe de 9 hommes où figurent, le Néelandais Jan Janssen 4eme, l'Italien Flavio Visentini 5eme, le Belge Herman Van Springel 6eme, l'Espagnol Antonio Gomez del Moral 7eme, l'Espagnol Andres Gandarias 8eme, l'Italien Ugo Colombo 9eme, le Belge Ferdinand Bracke 10eme et l'Espagnol Gregorio San Miguel 11eme. Derrière le Français Lucien Aimar 12eme pointe à 8 minutes 13 secondes. Arrive ensuite un groupe à 9 minutes 1 secondes où l'on trouve Georges Pintens 18eme, les Français Raymond Poulidor et Roger Pingeon 28eme et 29eme, les Italiens Adriano Passuello 31eme et Silvano Schiavon 40eme, ainsi que le Belge Georges Vandenberghe 86eme qui perd le maillot jaune. Bitossi a dynamité la course dans la côte de Montsalvy, seul Wolfshol a pu le suivre, derrière une cassure s'est créée. Rejetés dans le deuxième groupe ni Poulidor ni Pingeon ressentant encore la fatigue de la veille n'ont pu réagir et un écart immense s'est produit. Au classement général Rolf Wolfshol prend le maillot jaune, 2eme San Miguel à 50 secondes, 3eme Bitossi à 1 minute 17 secondes, 4eme Van Springel à 2 minutes 9 secondes, 5eme Bracke à 2 minutes 10 secondes, 6eme Gandarias à 2 minutes 18 secondes, 7eme Janssen à 2 minutes 21 secondes. Abattu et dépité, couvert de plaies, Poulidor abandonne laissant les rênes de l'équipe de France à Pingeon qui pointe à 8 minutes 26 secondes du maillot jaune.
- 16 juillet : le Français Jean Pierre Genet gagne la 17eme étape du Tour de France Aurillac-Saint Etienne qui emprunte le Puy Mary,  2eme le Français Georges Chappe à 2 secondes, 3eme le Belge Willy Spuhler à 27 secondes, suivent 3 hommes intercalés et le Belge Eric Leman 6eme à 12 minutes 55 secondes remporte le sprint du peloton. Pas de changement au classement général.
- 17 juillet : le Français Roger Pingeon gagne en solitaire la 18eme étape du Tour de France Saint-Etienne-Grenoble qui emprunte les cols de la république, de l'Epine, du Granier, du Cucheron et de Porte, 2eme le Français Lucien Aimar à 2 minutes 35 secondes, 3eme le Néerlandais Jan Janssen à 3 minutes 53 secondes, 4eme le Belge Georges Pintens, 5eme le Belge Anton Houbrecht, 6eme le Belge Herman Van Springel, tous même temps. le Belge Ferdinand Bracke est 7eme à 4 minutes 29 secondes, 8eme et 9eme les Espagnols Andres Gandarias 8eme et Gregorio 9eme à 4 minutes 42 secondes. Le Belge Georges Vandenberghe 10eme à 5 minutes 45 secondes remporte le sprint du peloton devant l'Italien Franco Bitossi 11eme. L'Allemand Rolf Wolfshol 23eme à 7 minutes 34 secondes perd le maillot jaune. Pingeon, dans le massif de la Chartreuse, a fait une échappée a la Charly Gaul. Il avait même 6 minutes d'avance sur Aimar lorsqu'une crevaison est venue stopper son élan, Pingeon pouvait reprendre le maillot ce jour-là. Au classement général, Gregorio San Miguel prend le maillot jaune, 2eme Van Springel à 30 secondes, 3eme Janssen à 42 secondes, 4eme Bracke à 1 minutes 7 secondes, 5eme Gandarias à 1 minute 28 secondes, 6eme Bitossi à 1 minute 30 secondes, 7eme Aimar à 1 minute 51 secondes, 8eme Wolfshol à 2 minutes 2 secondes, 9eme Pingeon à 2 minutes 54 secondes.
- 18 juillet : le Britannique Barry Hoban gagne en solitaire la 19eme étape du Tour de France Grenoble-Sallanches/Cordon qui emprunte les cols des Aravis, de la Colombière avec arrivée en côte à Cordon à 4 KM au dessus de Sallanches (son altitude de 975 M ne peut la qualifier d'arrivée au sommet), 2eme l'Italien Franco Bitossi à 4 minutes 6 secondes, 3eme le Belge Herman Van Springel à 4 minutes 7 secondes, 4eme le Français Roger Pingeon à 4 minutes 11 secondes, 5eme le Néerlandais Jan Janssen même temps, 6eme l'Espagnol Andres Gandarias à 4 minutes 24 secondes, 7eme le Français Lucien Aimar même temps, 8eme l'Italien Ugo Colombo à 4 minutes 47 secondes, 9eme l'Allemand Rolf Wolfshol même temps, 10eme l'Espagnol Gregorio San Miguel à 4 minutes 49 secondes. Au classement général, Van Springel prend le maillot jaune, 2eme San Miguel à 12 secondes, 3eme Janssen à 16 secondes, 4eme Bitossi à 59 secondes, 5eme Gandarias à 1 minute 15 secondes, 6eme Aimar à 1 minutes 38 secondes, 7eme Bracke à 1 minute 56 seconde, 8eme Wolfshol à 2 minutes 12 secondes, 9eme Pingeon à 2 minutes 28 secondes. Jamais les écarts à la sortie de la montagne n'ont été aussi faible, l'absence de haute montagne explique cela. On pense que tout se jouera dans le contre la montre final et Bracke le recordman de l'heure devient le favori pour la victoire finale
- 19 juillet : le Belge Joseph Huymans gagne, au sprint devant ses 2 compagnons d'échappée, la 20eme étape du Tour de France Sallanches-Besançon, 2eme le Français Michel Grain, 3eme l'Espagnol Aurelio Gonzales, le Belge Walter Godefroot 4eme à 10 minutes 18 secondes remporte le sprint du peloton. Pas de changement en tête du classement général.
- 20 juillet : le Belge Eric Leman gagne, au sprint devant ses 5 compagnons d'échappée, la 21eme étape du Tour de France Besançon-Auxerre, 2eme le Britannique Michael Wright, 3eme l'Espagnol Vicente Lopez Carril, le Britannique Barry Hoban 7eme à 8 minutes 9 secondes remporte le sprint du peloton. André Poppe maillot jaune ! C'est à cette nouvelle que Félix Lévitan co-directeur du Tour de France entre dans une grande colère. En effet l'échappée du jour compte dans ses rangs le Belge André Poppe (6eme de l'étape même temps que Leman) et comme l'écart dépasse le quart d'heure, Poppe est maillot jaune virtuel. Jacques Goddet directeur du Tour de France avait toujours voulu la victoire finale d'un homme qui soit bon sur tous les terrains à défaut d'être un grand grimpeur. La nouvelle au lieu de lui faire plaisir l'irrite également. Doit-on laisser Poppe gagner le Tour de France ? La réponse est non, tous les directeurs sportifs sont alertés et Lévitan aurait même menacé de supprimer toutes les primes si Poppe gagnait le Tour. Ce qui aurait été difficilement explicable au public. Tout de même, il a trouvé les mots justes puisque toutes les équipes ont pris le mors aux dents et ramené l'écart à 8 minutes. La menace Poppe étant écartée (il devient tout de même 12eme à 5 minutes 2 secondes au général), il n'y a pas de changement au classement général.
- 21 juillet : la 1re demi-étape de la 22eme étape du Tour de France est remportée en solitaire par le Français Maurice Izier, 2eme l'Allemand Herbert Wilde à 2 minutes 17 secondes, 3eme le Suisse Karl Brand à 5 minutes 7 secondes, le Belge Frans Brand 4eme à 11 minutes 10 secondes remporte le sprint du peloton Pas de changement en tête du classement général.
- Le contre la montre de la 2eme demi-étape est remportée par le Néerlandais Jan Janssen, 2eme le Belge Herman Van Springel à 54 secondes, 3eme le Français Roger Pingeon (il fait un bond au général où il devient 5eme à 3 minutes 29 secondes), 4eme le Belge Ferdinand Bracke qui craque nerveusement et termine à 1 minute 23 secondes, 5eme l'Allemand Rolf Wolfshol à 1 minute 50 secondes. L'Espagnol Gregorio San Miguel finit 9eme à 3 minutes 21 secondes (il devient 4eme au général à 3 minutes 17 secondes), le Français Lucien Aimar arrive 10eme à 3 minutes 22 secondes. Déçoivent l'Espagnol Andres Gandarias 12eme à 4 minutes 6 secondes et surtout l'Italien Franco Bitossi 13eme à 4 minutes 17 secondes. Jan Janssen remporte le Tour de France, 2eme Van Springel à 38 secondes, 3eme Bracke à 3 minutes 3 secondes. Bitossi remporte le classement par points symbolisé pour la première et dernière fois par un maillot rouge. Il redeviendra vert en 1969. L'Espagnol Aurelio Gonzales remporte le Grand Prix de la montagne qui n'a pas encore de maillot distinctif. Janssen est le premier Néerlandais à gagner cette course. Jamais un écart avait été aussi faible entre les deux premiers, 38 secondes. Jamais les 9 premiers d'un Tour de France n'avaient fini un Tour de France dans un écart de 5 minutes. Jamais les 20 premiers d'un Tout de France n'avait terminé dans un écart de 18 minutes 28 secondes. L'absence de la haute montagne explique cela. Il n'y aura pas d'autres Tour de la santé et la haute montagne va revenir en force dans les prochains parcours. La formule par équipe nationale disparait une nouvelle fois.
- 23 juillet : l'Italien Ugo Colombo gagne le Grand Prix de Montelupo.
- 25 juillet : l'Espagnol Gregorio San Miguel Angulo gagne le Grand Prix de Villafranca.
- 25 juillet : le Belge Etienne Buysse gagne St kwintens-Lennik.
- 28 juillet : le Néerlandais Evert Dolman devient champion des Pays-Bas sur route un an après son déclassement pour dopage dans cette épreuve.
- 28 juillet : l'Espagnol Luis Ocana devient champion d'Espagne sur route.
- 28 juillet : le Luxembourgeois Edy Schutz devient champion du Luxembourg pour la troisième fois d'affilée.
- 28 juillet : l'Allemand Rolf Wolfshol devient champion de RFA sur route.
- 28 juillet : le Suisse Karl Brand devient champion de Suisse sur route.
- 28 juillet : le Britannique Colin Lewis devient champion de Grande-Bretagne pour la deuxième fois d'affilée.
- 28 juillet : le Belge Julien Stevens devient champion de Belgique sur route.
- 28 juillet : le Danois Ole Ritter gagne le Trophée Mattéotti.
- 30 juillet : le Belge Edward Sels gagne le Grand Prix de l'Escaut.

### Août
- 4 août : l'Italien Giancarlo Polidori gagne le Tour du Latium.
- 4 août : le Belge Willy Wekemans gagne le Tour du Canton d'Argovie.
- 9 août : le Belge Émile Bodart gagne Bordeaux-Paris.
- 10 août : le Belge Eddy Merckx gagne les Trois vallées varésines.
- 11 août : le Français Lucien Aimar devient champion de France sur route.
- 11 août : l'Espagnol Nemesio Jiménez gagne la Vuelta a los Puertos.
- 15 août : l'Italien Felice Gimondi gagne le Tour de Romagne. Comme la course a été désignée Championnat d'Italie sur route, Felice Gimondi devient champion d'Italie.
- 15 août : le Néerlandais Peter Post gagne la Flèche des Polders. Ensuite l'épreuve disparait du calendrier International.
- 16 août : l'Espagnol Carlos Echevarria gagne les 3 jours de Leganes.
- 18 août : l'Italien Giampiero Macchi gagne le Grand Prix de Camaiore.
- 18 août : le Français José Samyn gagne le Circuit de Dunkerque.
- 20 août : le Belge Frans Melckenbeeck gagne le Grand Prix de Zottegem.
- 24 août : l'Espagnol Luis Ocana gagne le Grand Prix Llodio.
- 25 août : l'Italien Michele Dancelli gagne Paris-Luxembourg.
- 26 août : le Français Jean Jourden gagne le Grand Prix de Plouay.
- 27 août : le Belge Edward Sels gagne la Coupe Sels pour la deuxième fois. Le nom de la Coupe porte le nom du vainqueur par coïncidence uniquement.
- 22-27 août : championnats du monde de cyclisme sur piste à Montevideo (Uruguay). L'Italien Giuseppe Beghetto est champion du monde de vitesse professionnelle pour la troisième fois. L'Italien Luigi Borghetti est champion du monde de vitesse amateur. Le Britannique Hugh Porter est champion du monde de poursuite professionnelle. Le Danois Mogens Frey est champion du monde de poursuite amateur.
- 31 août : à Imola (Italie) la Néerlandaise Keetie Van Oosten-Hage est championne du monde sur route.

### Septembre
- 1 septembre : à Imola en Italie, le local Vittorio Adorni devient champion du monde sur route en devançant de près de 10 minutes à l'arrivée le Belge Herman Van Springel, l'Italien michele Dancelli obtient la médaille de bronze.
- 3 septembre : le Belge Anton Houbrechts gagne la Course des raisins à Overijse.
- 3 septembre : le Français Jacques Anquetil gagne le Circuit des Boucles de l'Aulne pour la deuxième fois.
- 7 septembre : l'Italien Dino Zandegu gagne le Trophée Masferrer.
- 7 septembre : l'équipe Molteni gagne la Cronostafetta grâce aux Italiens Giacomo Fornoni et Gianni Motta.
- 8 septembre : le Belge Anton Houbrecht gagne le Circuit des régions Linières.
- 9 septembre : le Belge Eddy Merckx gagne la 2eme étape du Tour de Catalogne Villafortuny-Tarresa
- 12 septembre : le Belge Joseph Huysmans gagne le Championnat des Flandres.
- 13 septembre : le Belge Eddy Merckx gagne la 2eme demi-étape de la 6eme étape du Tour de Catalogne Figueras-Rosas.
- 15 septembre : le Belge Eddy Merckx gagne le tour de Catalogne.
- 15 septembre : l'Italien Gianni Motta gagne le Tour des Apennins.
- 15 septembre : le Belge Willy In'tven gagne le Grand Prix d'Isbergues.
- 19 septembre : le Belge Eric Demunster gagne le Grand Prix d'Orchies.
- 21 septembre : le Néerlandais Harry Steevens gagne l'Amstel Gold Race.
- 21 septembre : l'Italien Alberto Della Torre gagne le Tour de Vénétie.
- 22 septembre : l'Italien Felice Gimondi gagne le Grand Prix des Nations.
- 22 septembre : l'Espagnol Ramon Mendiburu Ibarburu gagne le Tour de La Rioja.
- 24 septembre : le Suisse Roland Theurillat gagne le Grand Prix de Lausanne.
- 26 septembre : le Belge Walter Boucquet gagne le Circuit Houtland .
- 29 septembre : le Néerlandais Gerben Karstens gagne le Grand Prix de Fourmies.
- 29 septembre : l'Italien Adriano Durante gagne le Grand Prix de Prato.

### Octobre
- 1er octobre : le Belge Guido Reybroeck gagne le Circuit des frontières.
- 4 octobre : l'Italien Gianni Motta gagne le Tour d'Émilie.
- 6 octobre : le Belge Guido Reybroeck gagne Paris-Tours pour la troisième fois.
- 6 octobre : l'Italien Franco Bitossi gagne la Coupe Sabatini pour la deuxième fois.
- 9 octobre : l'Italien Claudio Micheletto gagne la Coppa Agostoni.
- 10 octobre : le Danois Ole Ritter bat le record de l'heure à Mexico sur le vélodrome Olympique, en le portant à 48,653 km.
- 12 octobre : le Belge Hermann Van Springel gagne le Tour de Lombardie. Il remporte également le Trophée Super Prestige Pernod. Le Français Lucien Aimar gagne le Trophée Prestige Pernod, son Compatriote Bernard Guyot conserve le Trophée Promotion Pernod.
- 15 octobre : le Belge Frans Brands gagne le Grand Prix de Clôture pour la deuxième fois.
- 20 octobre : le Belge Eddy Merckx gagne le Grand Prix de Lugano.
- 27 octobre : après avoir remporté les deux étapes le Belge Eddy Merckx gagne le classement général final de "A travers Lausanne".

### Novembre
- 1er novembre : le Français Jacques Anquetil et l'Italien Felice Gimondi gagnent le Trophée Baracchi.
- 3 novembre : comme l'an dernier le Français Raymond Poulidor gagne la course de côte de Montjuich. C'est sa troisième victoire en tout dans cette épreuve.
- 10 novembre : à Montévidéo (Uruguay) l'Italien Vittorio Marcelli devient champion du monde amateur sur route.

## Principales naissances
- 26 mars : 
  - Laurent Brochard, cycliste français.
  - Alessio Galletti, cycliste italien. († 15 juin 2005).
- 2 avril : Oliverio Rincón, cycliste colombien.
- 6 juin : Bart Voskamp, cycliste néerlandais.
- 13 juin : Fabio Baldato, cycliste italien.
- 23 juin : Michael Sandstød, cycliste danois.
- 24 juin : Fernando Escartín, cycliste espagnol.
- 5 juillet : Alex Zülle, cycliste suisse.
- 26 août : Chris Boardman, cycliste britannique.
- 28 août : Ján Svorada, cycliste tchèque.
- 26 septembre : Frédéric Moncassin, cycliste français.
- 12 octobre : Gabriele Dorausch, cycliste allemande.
- 28 octobre : François Simon, cycliste français.
- 30 novembre : Laurent Jalabert, cycliste français.

## Principaux décès
- 9 janvier : Gino Sciardis, cycliste italien puis français (° 28 janvier 1917).
- 30 juin : Jules Rossi, cycliste italien. (° 3 novembre 1914).
- 11 octobre : Émile Demangel, cycliste français. (° 22 juin 1882).